# Matra 530
À ne pas confondre avec le Matra R530, qui est un missile air-air français.
La Matra 530 est une automobile fabriquée par Matra à partir de mars 1967. Ce coupé 2+2 sportif tire son matricule du missile air-air « R 530 » produit par la branche Armement de Matra.

## Description
Conçue par Philippe Guédon, le futur créateur du Renault Espace, la Matra M 530 dispose du moteur 4 cylindres en V de 1,7 litre, qui équipait la Ford Taunus 17M (1964 - 1967), installé en position centrale. La roue de secours et le réservoir de carburant sont placés à l'avant. La carrosserie en résine époxya été fabriquée par Brissonneau et Lotz à Creil, puis par les usines Matra de Romorantin, à la suite d'insuffisances d'accrochage de la peinture, de la stabilité des coloris, de précisions d'ajustage et d'étanchéité, car les panneaux de la carrosserie sont agrafés sur une structure de tôles soudées. Celle-ci remplace la technique du châssis-poutre utilisée sur la précédente Matra-Bonnet Djet. La M 530 se caractérise par ses phares escamotables et son toit démontable en deux parties.
Dévoilée au Salon de Genève 1967, la M 530, selon la presse automobile de l'époque, possède une très bonne tenue de route, une suspension très confortable et un freinage excellent. Pour le constructeur, cette voiture est destinée à une clientèle jeune et doit donc rester à un prix accessible, avec comme slogan « la voiture des copains » dérivée du nom de l'émission star Salut les copains. Cependant la voiture va rater sa cible car trop chère, la plupart des jeunes amateurs pouvant seulement s'offrir des Renault 8 ou des Simca 1000. Elle a aussi souffert du trop peu performant moteur hérité de la Ford Taunus. Elle fut finalement produite à moins de 10 000 exemplaires, soit 20 % de la production initialement prévue.

## Histoire
En avril 1969, la M 530 hérite du moteur de la Ford Taunus 17M RS, toujours pas assez puissant, bien que sa puissance passe de 72 à 75 ch DIN grâce à un carburateur double corps tandis que l'étagement de la boîte de vitesses est revu.
En mars 1970, la M 530 est remplacée par la M 530 LX. Celle-ci est immédiatement reconnaissable aux butoirs avant en caoutchouc (à la place de la barre de protection tubulaire), aux bas de caisse et à la face arrière noir mat avec des bordures chromées, aux roues sans enjoliveurs avec des cabochons en plastique noir, à la lunette arrière non amovible en verre et au tableau de bord imitation bois avec un rembourrage de sécurité. Les roues en alliage léger sont en option.
À la suite de la prise de participation de Simca dans la marque, la M 530 LX est distribuée dans le réseau Simca début avril 1970 malgré son moteur Ford. En octobre 1971, elle est flanquée d'une M 530 SX. Cette version économique se différencie par les quatre projecteurs fixes (les phares escamotables sont supprimés), les passages de roue élargis et le toit fixe. Les pare-chocs, les projecteurs et l'entrée d'air (sans encadrement chromé) sont en noir mat. À l’intérieur, la banquette arrière est supprimée et les sièges avant à dossier inclinable ont été remplacés par des sièges baquets.
En juin 1973, la Matra-Simca Bagheera succède à la M 530.

## Caractéristiques techniques
- Moteur Ford 4 cylindres en V, 72 puis 75 ch DIN, 10 CV fiscaux,
- arbre à cames central,
- boîte 4 rapports,
- 4 roues indépendantes,
- freins à disques à l'avant et à l'arrière.
- Vitesse : 175 km/h

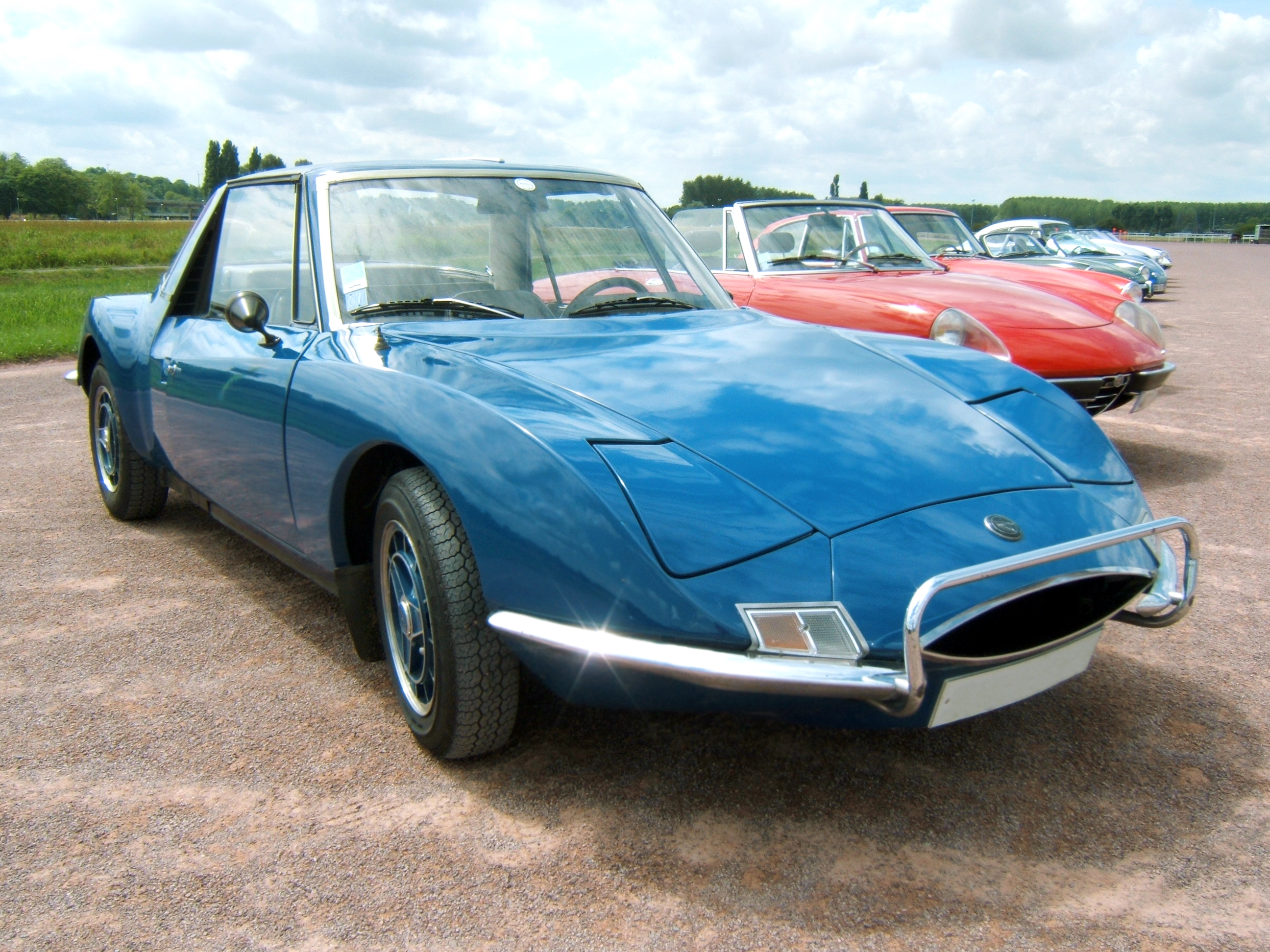
Avant d'une Matra 530.
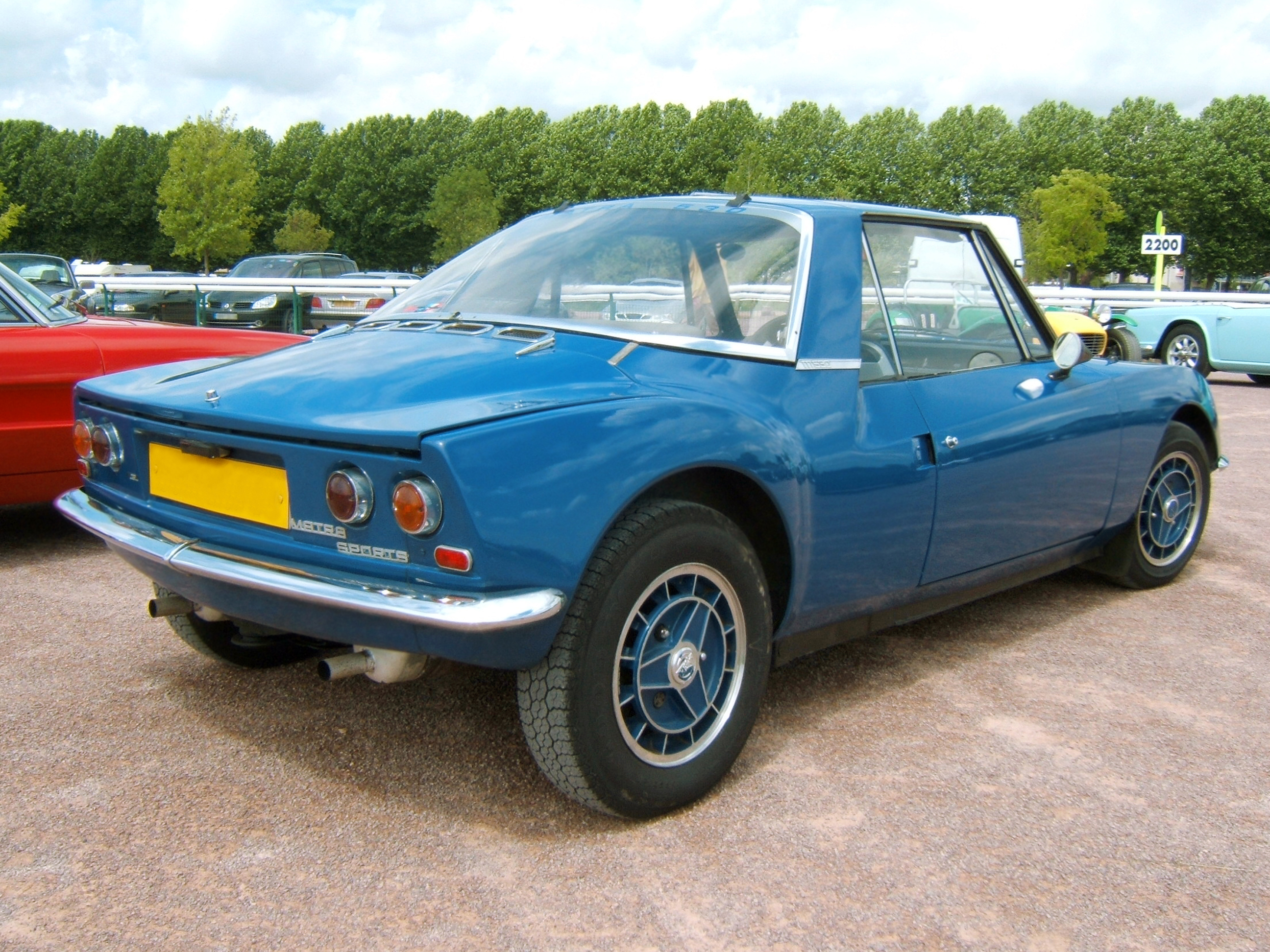
Arrière d'une Matra 530.
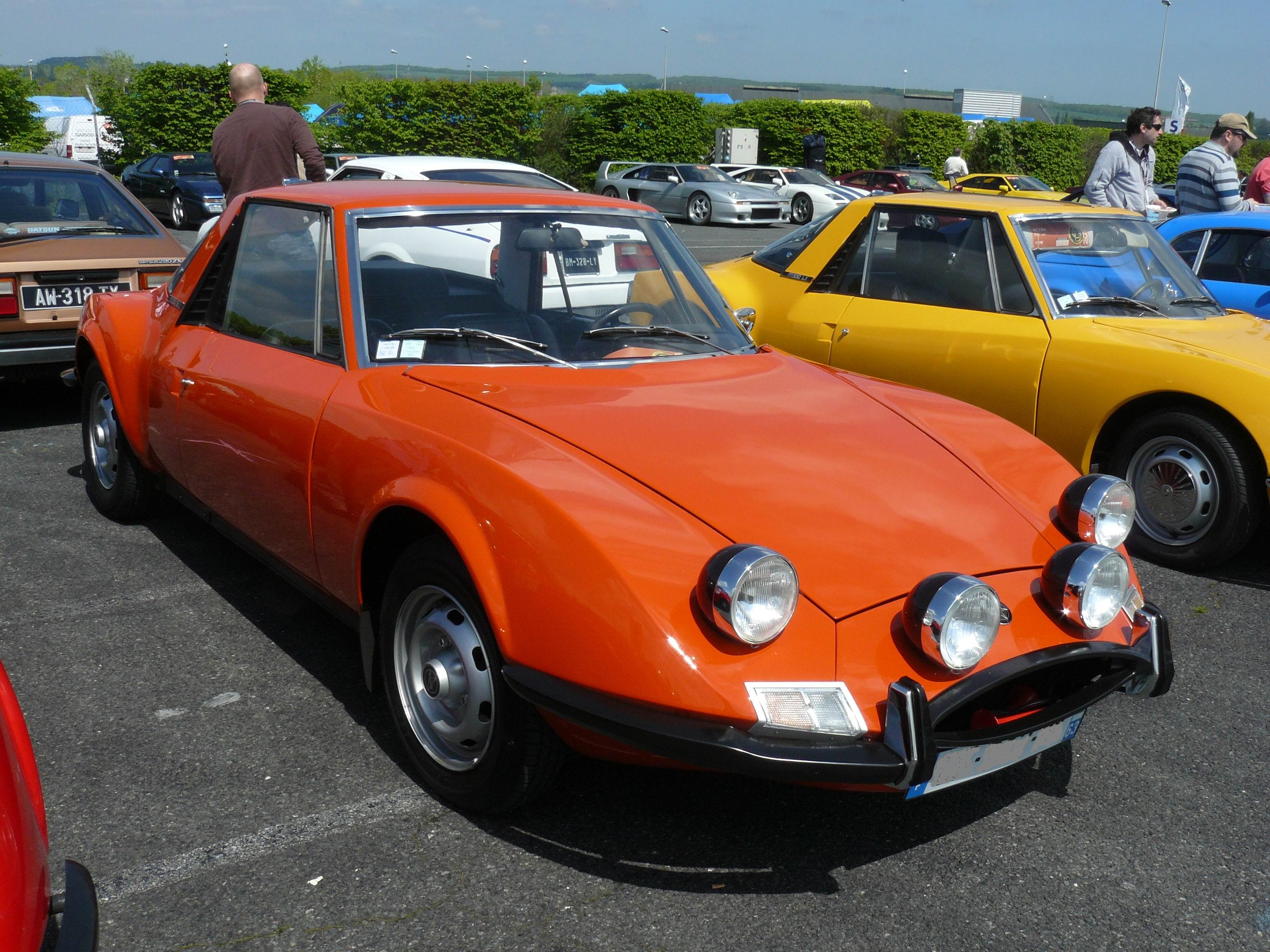
Matra 530 SX de 1972.
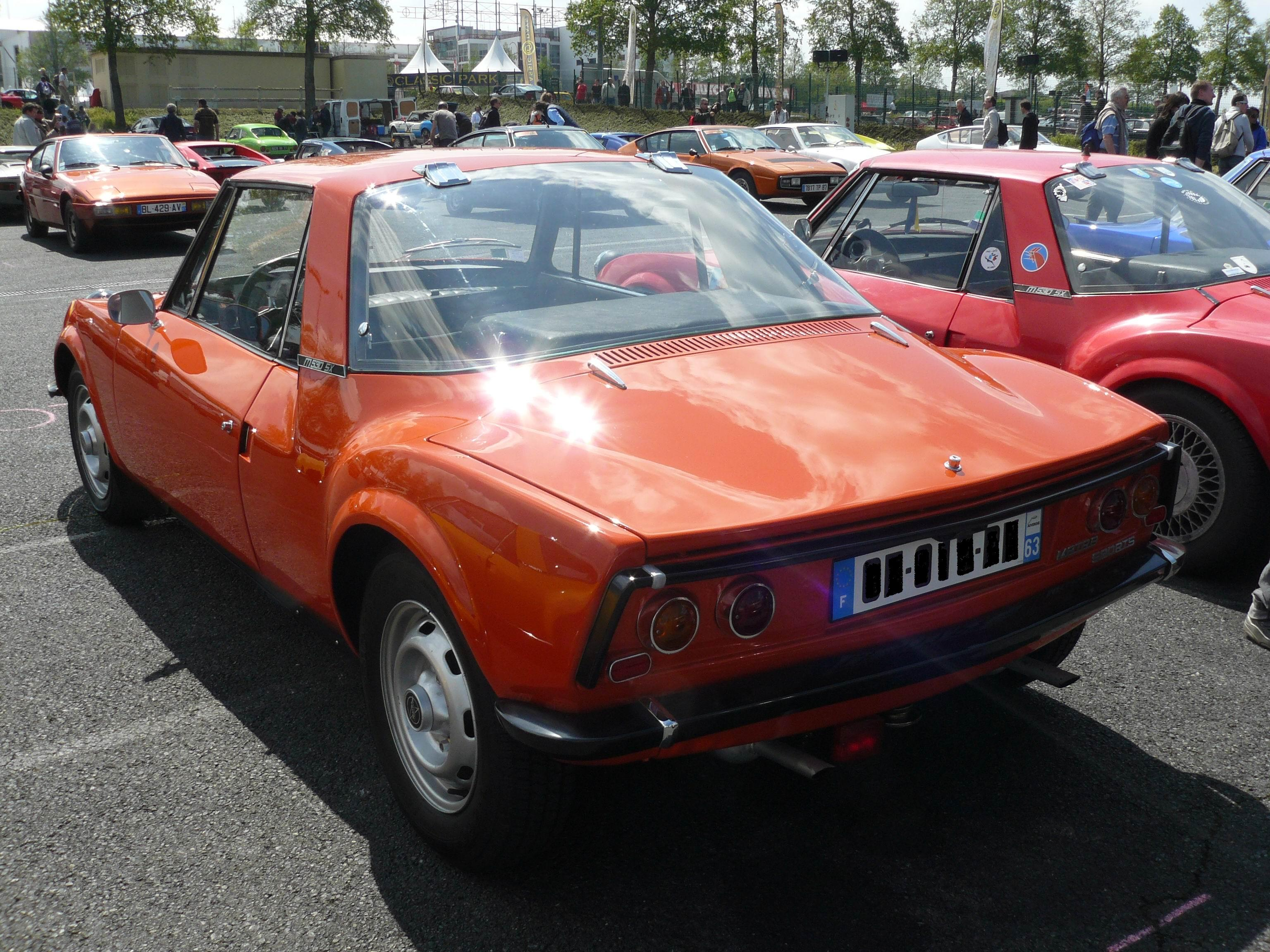
Arrière d'une Matra 530 SX.